# Åsnan Basilio
Basilio (original Basil the Burro) är en figur i Kalle Anka-serierna, i vilka han var en av de flitigast förekommande figurerna under 1930- och 1940-talet. 
Han är Kalle Ankas husdjur, en egensinnig och envis åsna. Basilio dök för första gången upp i Kalle Ankas söndagssida den 28 november 1937. För manuset stod Ted Osborne och tecknade gjorde Al Taliaferro. Under 1940-talet när Carl Barks tog över som den ledande skaparen av Kalle Anka, försvann Basilio även från dagsstrippen.
En namnlös åsna, som dock såväl till utseende som karaktär delar Basilios alla egenskaper, dök också upp i Kalle-kortfilmen Kalle Anka och hans åsna från 1937.